# Acis et Galatée
Acis et Galatée ist eine Pastoraloper (Originalbezeichnung: „Pastorale heroïque“, LWV 73) in einem Prolog und drei Akten von Jean-Baptiste Lully mit einem Libretto von Jean-Galbert de Campistron. Die Uraufführung fand am 6. September 1686 im Schloss Anet statt.

## Gestaltung
Seit zwei Jahrhunderten war die Gattung der Pastorale ein Muster für im leichten Ton dargebrachte Liebesgefühle, und Lully hatte derlei eigentlich seit George Dandin zugunsten eines tragischen Stils weitgehend aufgegeben. Molière hatte im Bourgeois gentilhomme seinen Monsieur Jourdain noch fragen lassen: „Pourquoi toujours des bergers?“ (Warum immer Schäfer?) und La Fontaine konnte nicht anders, als Musiktheater mit Bukolik zu verbinden – Lully war dies zuwider, er mied ihn deswegen als Librettisten. Was Campistrons Libretto mit der von Lully verfolgten Linie verträglich machte, war die von ihm in das althergebrachte Szenario eingebaute Figur des Zyklopen Polyphème: bedrohlich, furchterregend und gleichzeitig bedauernswert schwerfällig. Die Figuren handeln zunächst nach dem üblichen Schema: Die Nymphe Scylla bleibt gegenüber dem Liebeswerben des einen Schäfers Télème gleichgültig, während der andere, Acis, zunächst insgeheim, dann offen die Zuneigung der Nymphe Galatée findet. Doch sein Nebenbuhler Polyphème lässt kein glückliches Ende zu. Er schmettert auf Acis einen Felsen und lässt Galatée verzweifelt zurück. Ihre Klage berührt aber Neptun, der Acis wieder zum Leben erweckt und in einen unsterblichen Fluss verwandelt.
In den drei Akten sparte Lully viel ein, was seine Zeitgenossen sonst unterhaltsam fanden, heute jedoch mitunter langatmig wirkt. Gewonnen hat hierdurch das Orchester, das stellenweise entfesselt aufspielen durfte, jung und fröhlich wie bei Lully nie zuvor. Der Prolog kündigt ein nettes Vergnügen an, es gibt keinen Hinweis auf irgendetwas, das der Pastorale das Attribut „heroisch“ verschaffen könnte. Er kommt mit sieben teils kurzen Tänzen daher, ansonsten sind es pro Akt nur zwei, davon der letzte mit einer umfangreichen 166-Takte-Passacaille in d-Moll. Ungewöhnlich ist, dass Lully die männlichen Heldenfiguren der Schäfer in hoher Lage singen lässt: Haute-Contre. Ein Bass hingegen ist Polyphème. Wenn er lächerlich gemacht wird, durch einer Flöte neckischen Spott, gehört dies zu jenen tolldreisten Tonfällen, die absolut neu waren und sich bis in die Zeit der Operette auswirkten. Eher tiefe Töne gibt es auch bei Polyphèmes Anhang und der Musik um sie herum. So brechen sie mehrmals ein in die Welt der Schäfer und wiedergewonnen für die Freundlichkeit wird der Bass erst mit Neptun, der seinen Sohn vergessen macht. Das abschließende, gesungene und getanzte Wasserwesen-Fest in d-Moll löst auch eine D-Dur-Chaconne des zweiten Aktes auf, die in einer Hinsicht bemerkenswert ist: Nur ein gutes Drittel ihrer 90 Takte ist gesungen, für die verbleibenden Instrumentalpassagen ist jedoch kein Tanz vorgesehen. Offenbar konnte Lully sich darauf verlassen, dass an diesen Stellen die Sängerin Marthe Le Rochois allein durch ihre Bühnenpräsenz das Publikum derart in ihren Bann schlagen würde, wie erlebt bei der Aufführung von Armide. Hier, wie in der abschließenden Passacaille, kontrastiert die Leichtigkeit des Textes mit der Feierlichkeit der Musik.

### Orchester
Die Orchesterbesetzung der Oper enthält die folgenden Instrumente:
- Holzbläser: Panflöte, zwei Flöten, zwei Oboen, Fagott
- Streicher
- Basso continuo

## Werkgeschichte

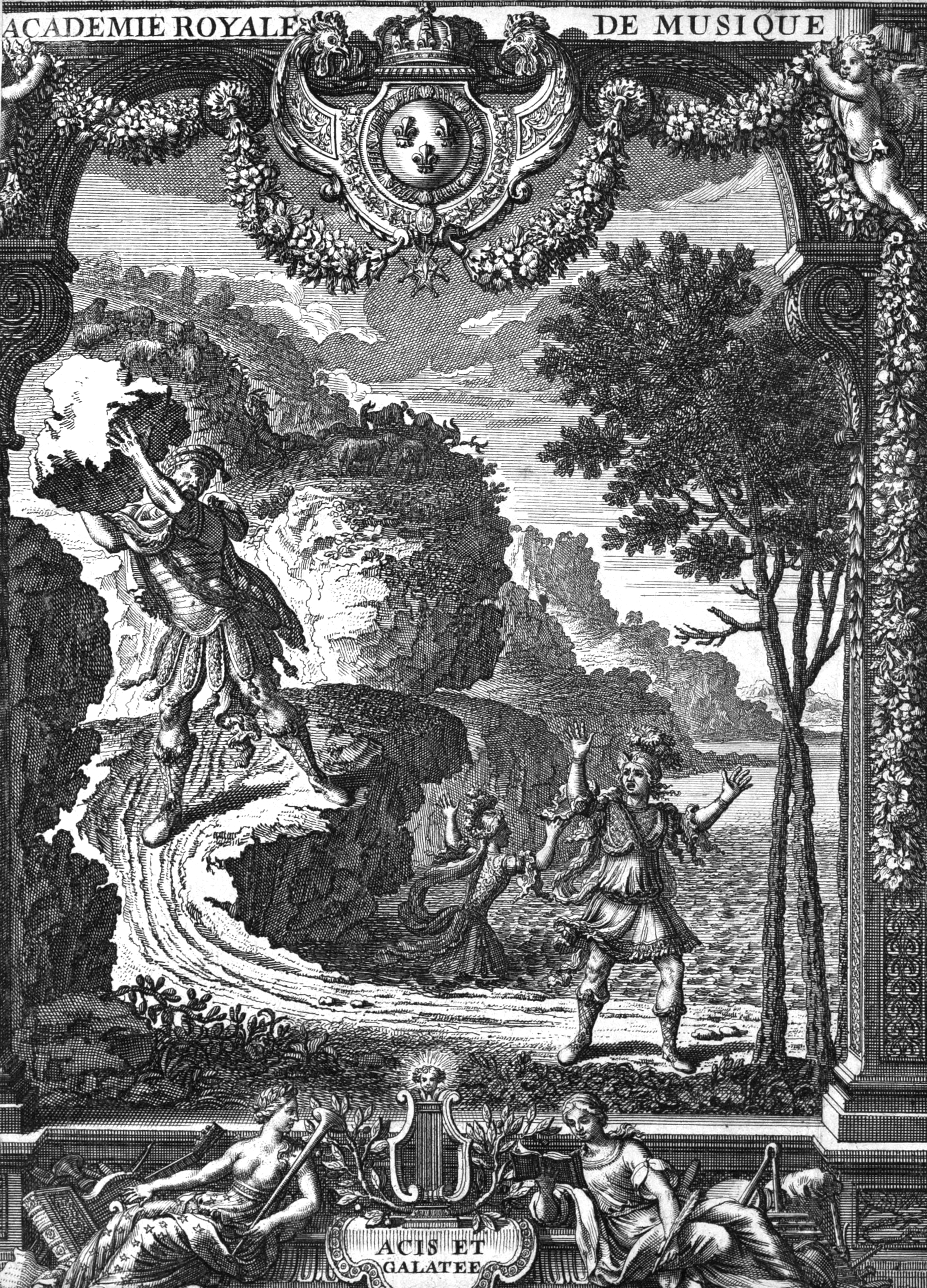
Frontispiz des Librettos, Paris 1686

Lully schuf diese Oper für eine Aufführung im Schloss Anet. Bestellt hatte sie Louis II., Herzog von Vendôme, der hierfür laut Marquis de La Fare 100.000 Livres aufbrachte. Verschuldet, wie der Herzog war, empörte die Summe dessen Gläubiger und anscheinend verzögerte sich deswegen das Fest. Gerüchte kamen auf, Lully selbst stehe für die Musik ein, bis der Mercure galant klarstellte, alle Ausgaben für das Divertissement übernehme der Herzog. Das Libretto lieferte auf Jean Racines Vermittlung Jean-Galbert de Campistron, da sich Lullys bevorzugter Textdichter, Philippe Quinault, krankheitsbedingt aus dem Berufsleben zurückgezogen hatte.
Grundlage für den Stoff bilden die mythologischen Figuren Akis und Galateia, die in Ovids Metamorphosen auftauchen. Campistron reicherte den Stoff um zahlreiche zusätzliche Personen an, darunter das Paar Telemus und Skylla.
Bei der Uraufführung am 6. September 1686 war der Dauphin anwesend, was im Prolog des Werks seinen Niederschlag findet. Die Oper wurde in Anet fünfmal wiederholt, fand viel Applaus und kam schließlich am 17. September in Paris zur Aufführung. Man übernahm den verhältnismäßig einfachen Bühnenaufbau – Schloss Anet hatte kein Theater –, wodurch sich auch Szenen mit ausgefeilter Bühnenmaschinerie von vornherein erübrigten. Dafür stammten die Kostümentwürfe offenbar von Berain. Zwar sah sich der Thronfolger die Oper in Paris noch drei Mal an und bestellte eine zusätzliche Aufführung für die Prinzessin Conti, doch ließ sich an der im Vergleich zu Armide bescheideneren Ausstattung leicht Kritik festmachen. Dies taten Unterstützer Lalandes, dessen Ballet de la Jeunesse gerade von Armide in den Schatten gestellt worden war. Ludwig XIV. wollte von Acis et Galatée nichts sehen und hören – ihm nahm die bevorstehende Operation einer Fistel jegliche Lebensfreude. Außerdem war er nicht erfreut über das Fest in Anet mit all seinen Ausschweifungen. Bis zur Mitte des 18. Jahrhunderts gab es noch mehrere Wiederaufnahmen. Eine frühe Aufführung außerhalb Frankreichs kam durch den Darmstädter Landgrafen Ernst Ludwig zustande: Im Rahmen seiner „Kavalierstour“ konnte er am Hof Ludwigs XIV. im Januar einer Darbietung von Lalandes Ballett beiwohnen, verpasste aber Lullys erst im September gezeigtes jüngstes Werk. So ließ er sich durch einen bald nach Paris beorderten Boten die Noten beschaffen, desgleichen Zeichnungen von Kostümen und Dekoration, und die Oper 1687 zu seiner eigenen Hochzeit aufführen.

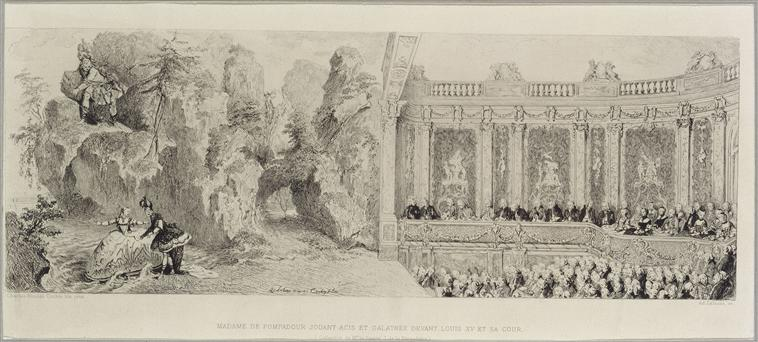
Madame de Pompadour spielt vor Ludwig XV., Versailles 1749

Nachdem das Werk in Vergessenheit geraten war, wurde es 1930 von Pierre Monteux in Amsterdam wiederbelebt. Eine Einspielung auf Tonträger von Marc Minkowski stammt aus dem Jahr 1998.
Acis et Galatée war Lullys letzte vollendete Oper. Er begann noch die Komposition einer weiteren Tragédie lyrique, starb aber darüber im März 1687.

## Aufnahmen
- 1975? – Lionel Salter (Dirigent), Serenata of London.
 Duncan Robertson (Acis), Teresa Cahill (Galatée), Michael Rippon (Polyphème), Martyn Hill (Tircis), Patricia Clark (Aminte), Stephen Roberts (Neptune).
 Live, konzertant aus London; Kurzfassung von Lionel Salter.
 Open Reel Tape mr. tape 3745.[16]:8832
- 1996 – Marc Minkowski (Dirigent), Les Musiciens du Louvre-Grenoble.
 Monique Simon (Diane und Najade 2), Mireille Delunsch (L’Abondance, Aminte und Najade 1), Howard Crook (Apollon, Priester Junos und Télème), Thierry Félix (Waldgott und Neptune), Francoise Manet (Dryade und Scylla), Jean-Paul Fouchécourt (Acis), Véronique Gens (Galatée), Laurent Naouri (Polyphème), Rodrigo de Pozo (Tircis).
 Live, konzertant.
 Deutsche Grammophon CD: 453497-2.[16]:8833
- 16.–18. Juli 2021 – Christophe Rousset (Dirigent), Les Talens Lyriques, Chœur de chambre de Namur.
 Ambroisine Bré (Diane und Galatée), Bénédicte Tauran (L’Abondance, Scylla und eine Najade), Robert Getchell (Comus und Télème), Cyril Auvity (Apollon und Acis), Philippe Estèphe (Waldgott und Neptune), Deborah Cachet (Dryade, Aminte und eine Najade), Edwin Crossley-Mercer (Polyphème), Enguerrand de Hys (Tircis und Priester Junos).
 Aus dem Conservatoire Jean-Baptiste Lully de Puteaux.
 Aparté AP269 (2 CDs).[17]